# Сент-Клер (Пенсільванія)
Сент-Клер (англ. St. Clair) — місто (англ. borough) в США, в окрузі Скайлкілл штату Пенсільванія. Населення — 2745 осіб (2020).
Розташований за 3 км на північ від міста Потсвілл у Південному вугільному регіоні, у якому на 2016 рік проживало 2876 жителів і 8,8 % з них були українцями. У містечку знайдено великі поклади кам'яного вугілля. Раніше тут виробляли шахтарські торпеди й детонатори, а також шахтарські каски.

## Географія
Сент-Клер розташований за координатами 40°43′16″ пн. ш. 76°11′25″ зх. д. / 40.72111° пн. ш. 76.19028° зх. д. (40.721092, -76.190338).  За даними Бюро перепису населення США в 2010 році місто мало площу 3,19 км², уся площа — суходіл.

## Демографія

### Перепис 2010
Згідно з переписом 2010 року, у селищі мешкали 3004 особи в 1382 домогосподарствах у складі 807 родин. Густота населення становила 941 особа/км².  Було 1598 помешкань (500/км²).
Расовий склад населення:
| - 96,7 % — білих - 1,0 % — чорних або афроамериканців - 0,5 % — азіатів - 0,1 % — корінних американців |

До двох чи більше рас належало 1,4 %. Частка іспаномовних становила 1,6 % від усіх жителів.
За віковим діапазоном населення розподілялося таким чином: 19,2 % — особи молодші 18 років, 60,5 % — особи у віці 18—64 років, 20,3 % — особи у віці 65 років та старші. Медіана віку мешканця становила 44,2 року. На 100 осіб жіночої статі у селищі припадало 92,8 чоловіків;  на 100 жінок у віці від 18 років та старших — 89,8 чоловіків також старших 18 років.
Середній дохід на одне домашнє господарство  становив 41 807 доларів США (медіана — 31 691), а середній дохід на одну сім'ю — 49 050 доларів (медіана — 43 350). Медіана доходів становила 39 931 долар для чоловіків та 24 970 доларів для жінок. За межею бідності перебувало 16,1 % осіб, у тому числі 23,0 % дітей у віці до 18 років та 10,0 % осіб у віці 65 років та старших.
Цивільне працевлаштоване населення становило 1249 осіб. Основні галузі зайнятості: освіта, охорона здоров'я та соціальна допомога — 26,8 %, виробництво — 17,2 %, роздрібна торгівля — 16,8 %.

### Перепис 2000

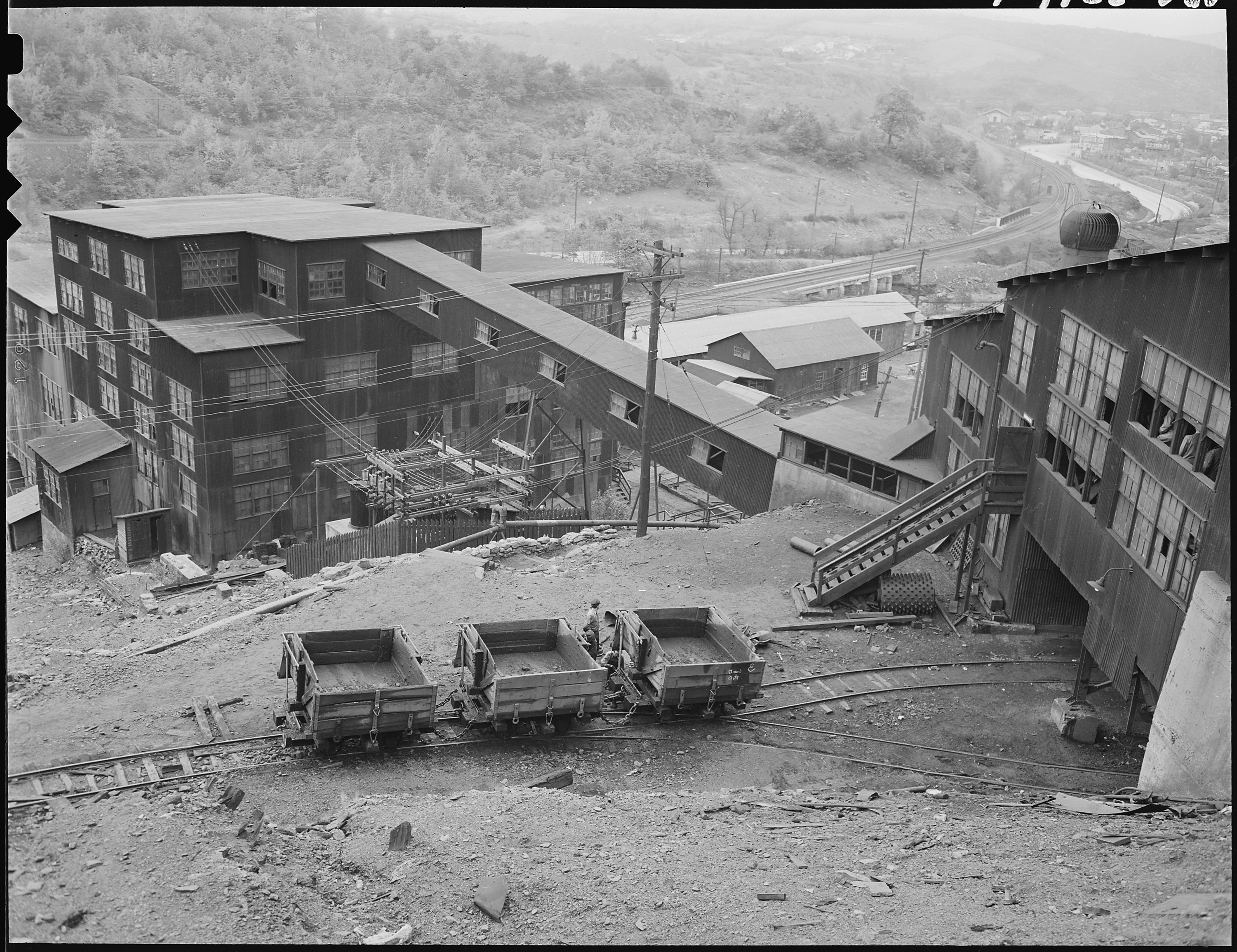
Сент-Клер Вугільна Компанія, Сент-Клер, Пенсильванія (1946)

Згідно з переписом населення 2000 року у містечку проживало 3254 людей, 1497 сімей, і 887 сімей, які проживають у районі. Густота населення становила 2,661.7 чоловік на квадратний кілометр (1,029.8/км²). Було 1647 одиниць житла при середній щільності 1,347.2 на квадратну милю (521.2/км²). Расовий склад району був 98.71 % Білий, 0.68 % афроамериканців, 0.09 % корінних американців, 0.06 % азіатів, 0.22 % інших рас та 0,25 % двох або більше рас. Латиноамериканців було 0.71 % населення.
У містечку проживало 1497 сімей, з яких 20,2 % мали дітей у віці до 18 років, що проживали з ними. 41,1 % сімей були подружніми парами, які живуть разом. Ще 12,5 % сімейних дружин проживали без чоловіків. Також 40,7 % жителів не мали сімей. 36,6 % всіх домогосподарств складалися з окремих осіб та 22,2 %, які були у віці 65 років або старше. Середній розмір домогосподарства становив 2,17 і середній розмір родини був 2,83 людини.
У містечку населення було поширене з 18,6 % у віці до 18 років, 6,4 % — з 18 до 24 років, 26,2 % від 25 до 44 років, 22,7 % від 45 до 64 років і 26,1 %, хто було 65 років або старше. Медіана віку становить 44 роки. На кожні 100 жінок були 88,4 чоловіка. На кожні 100 жінок віком 18 років і старше припадало 85,2 чоловіка.
Середній дохід на одне домашнє господарство в місті становив $28,161, а середній дохід на одну сім'ю — $35,024. Чоловіки мали середній дохід $28,566 проти $20,719 у жінок. Дохід на душу населення у містечку становив $15,418. Близько 7,7 % сімей та 11,8 % жителі мали доходи нижче межі бідності, в тому числі 14,6 % у віці до 18 років та 9,9 % — у віці 65 років і старше.
Згідно з переписом 2000 року, 8,8 % населення містечка стверджували, що вони українського походження.
|footnote=Sources:.

## Відомі люди
- Джоель Томпсон Бун, ВМС США віце-адмірал, який отримав почесну медаль Конгресу за дії під час Першої світової війни.
- Вінсент Картер, представник США з Вайомінга.
- Майкл Дудік, священик та єпископ Візантійської католицької митрополії Піттсбурга.
- Джо Голден, бейсбольний гравець в команді Філадельфія Філліс (1934—1936 роки).
- Тім Голден, представник США в Пенсильванії від 17-го виборчого округу та голова Пенсильванії лікер контрольної панелі.
- Джон Б. Ціна, футбольний тренер.
- Ед Шаркман, професійний футболіст, що починав грати в супер Боул IV.
- Джон Тит — бейсбол аутфилдер у командах Філадельфія Філліс (1903—1912) та Бостон Бравс (1912—1913 роки).

## Галерея

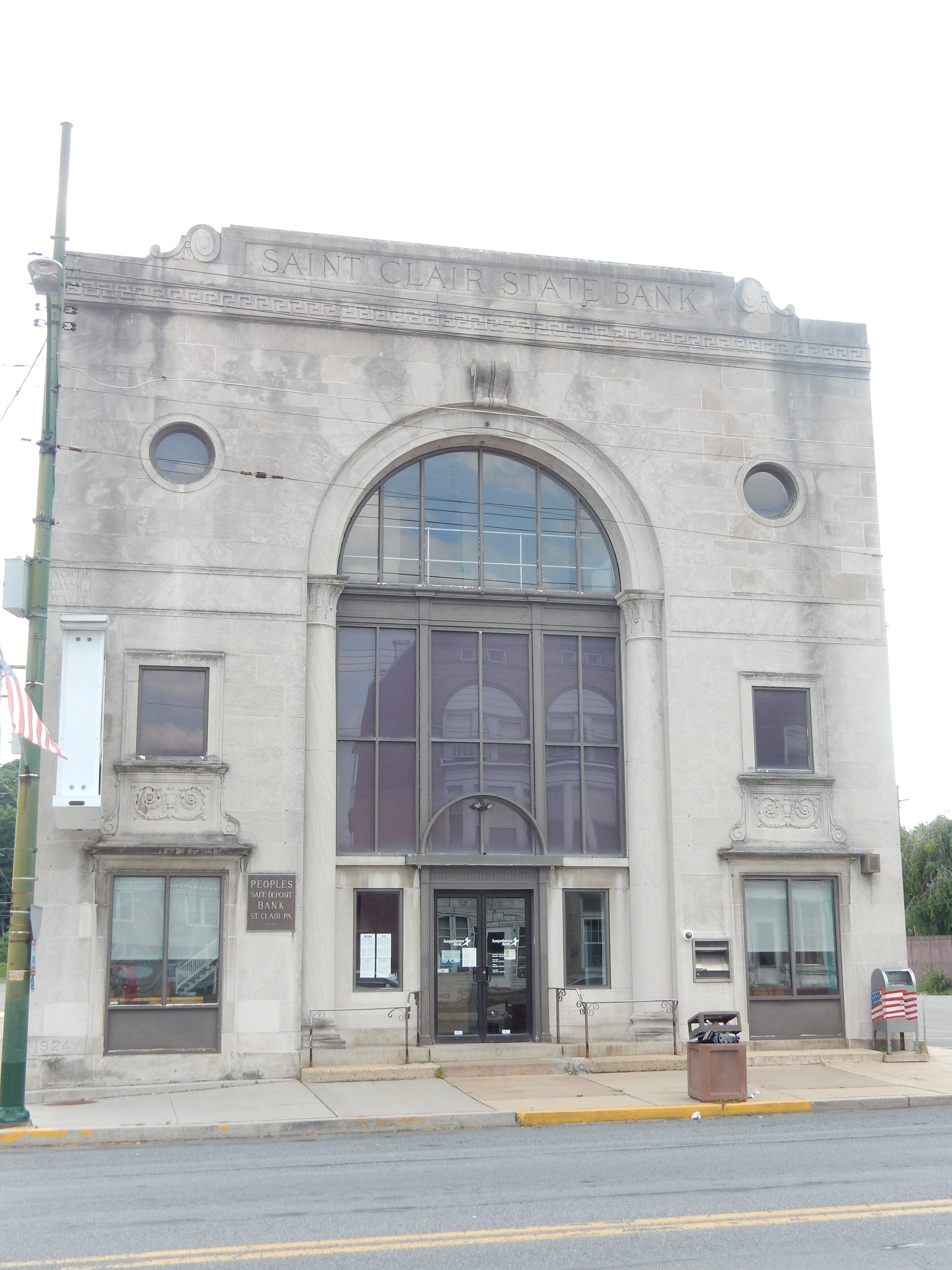
Державний банк Санкт-Клер (1924).
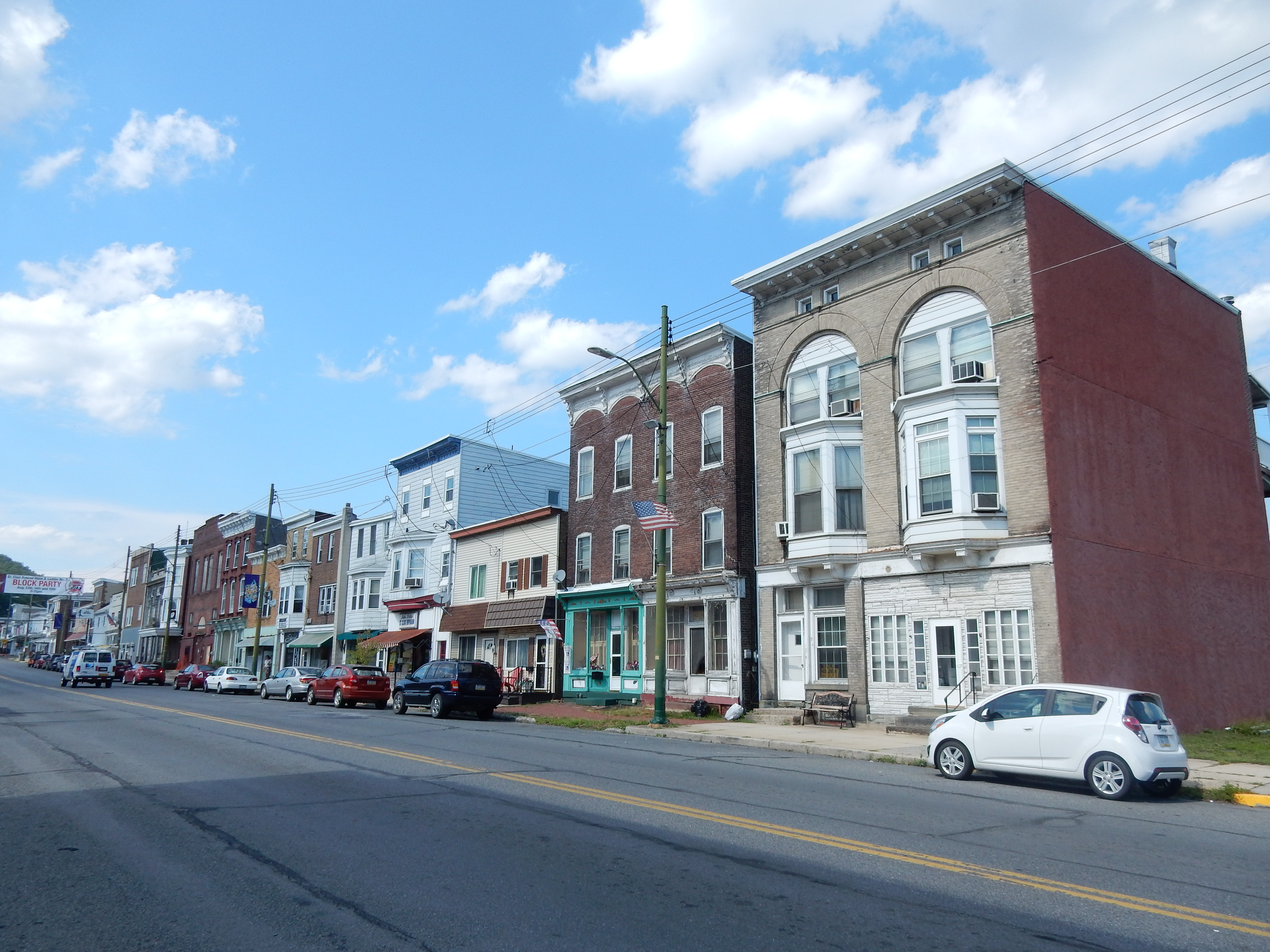
Друга вулиця в Сен-Клер.
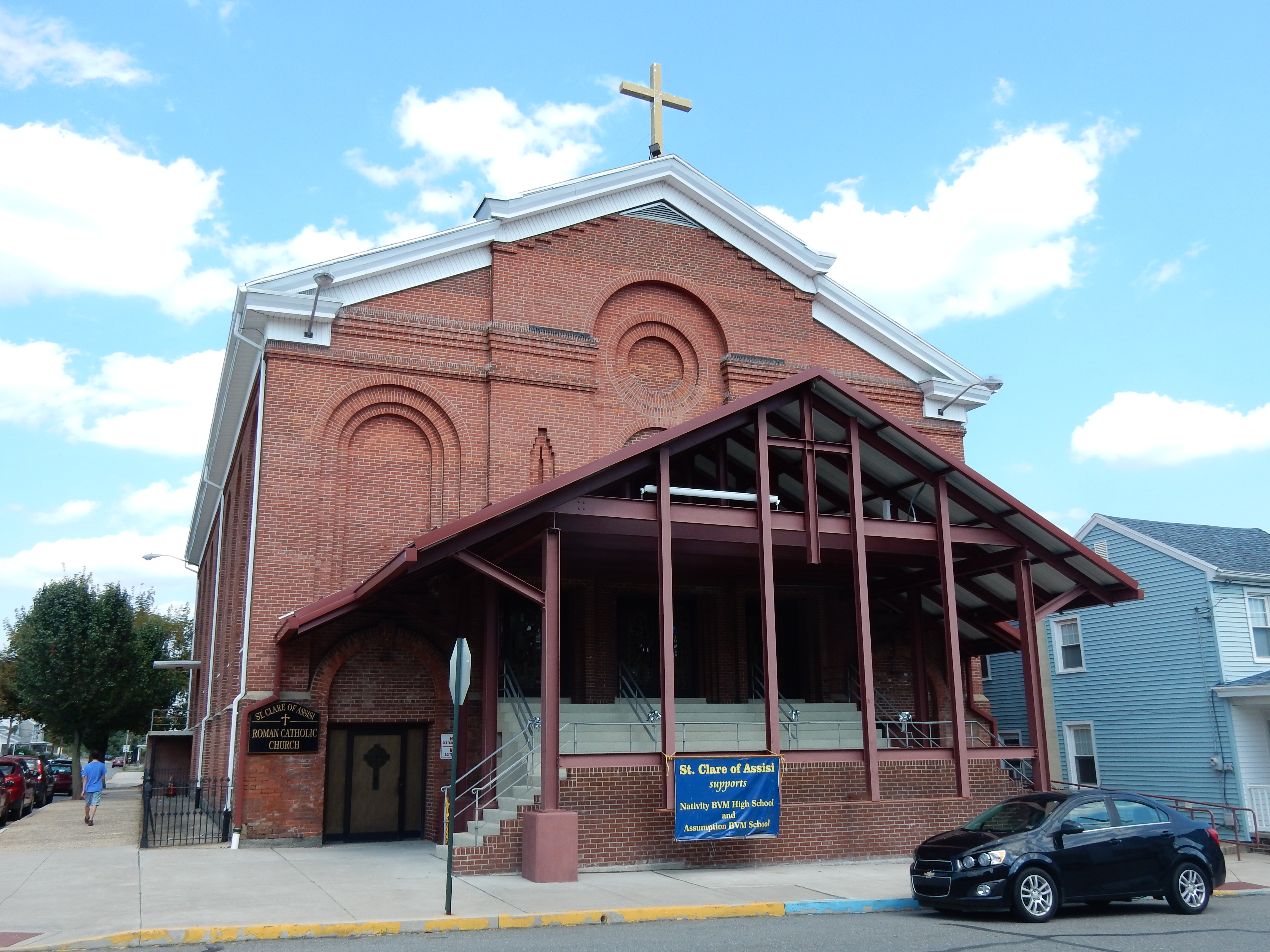
Ассизський католицький костел у Сент-Клер.
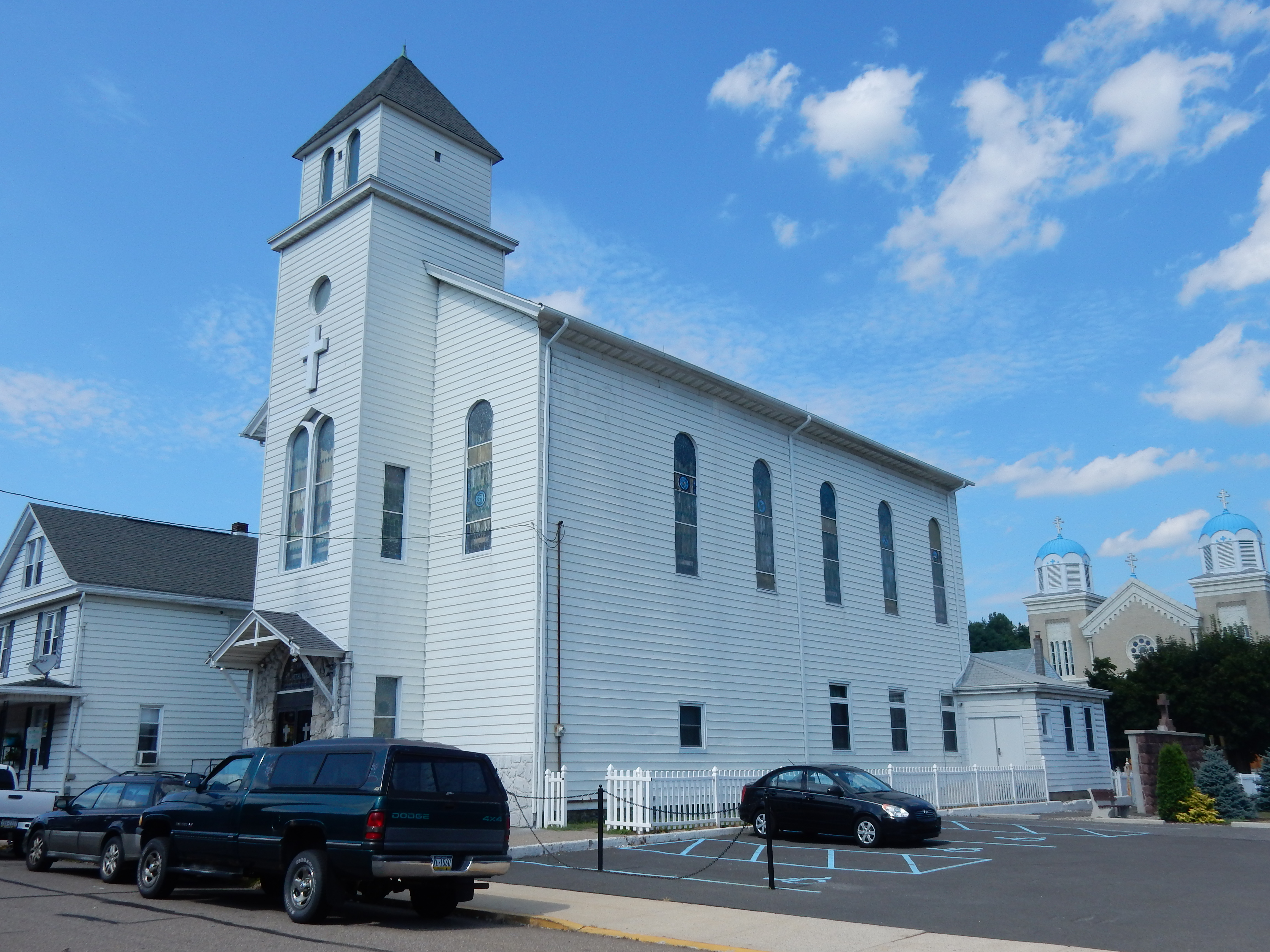
Перша примітивна методистська церква.

## Виноски
1. ↑  Річний дохід на особу, яка працювала на повну ставку. Оцінка в доларах 2015 року.